# Hipódromo de San Isidro
L'Hipódromo de San Isidro est un hippodrome situé à San Isidro (Buenos Aires) en Argentine. Il appartient au Jockey Club. Il est inauguré le 8 décembre 1935. C'est un des plus grands hippodromes des Amériques.
L'Hipódromo est situé à 22 km de Buenos Aires. Il a une étendue de 1,48 km2. La piste de gazon mesure 2 783 m de long et 45 m de large, permettant une course de mille mètres sans virages (ou 1 400 m en diagonale). Il y a une piste intérieur de sable inaugurée en 1994 qui mesure 2 590 m de long et 31 m de large.
Le total de la surface de l'hippodrome est de 32 000 m2 et permet d'accueillir 100 000 spectateurs (le record est de 102 600 en 1952).
Chaque année en décembre, l'hippodrome accueille le Gran Premio Carlos Pellegrini, la course de chevaux la plus importante d'Argentine.
L'hippodrome accueille aussi des concerts (tournée Not in This Lifetime du groupe Guns N' Roses en 2020).